# Michael Smith (running back)
Michael Smith (Tucson, Arizona, 1988. augusztus 9. –) amerikai amerikaifutball-játékos és -edző, 2024-től a San Jose State Spartans running backjeinek edzője. A 2012-es NFL-draft hetedik körében a Tampa Bay Buccaneers kiválasztotta.

## Játékosként
Miután 2012-ben a Tampa Bay Buccaneers kiválasztotta, május 7-én 2,165 millió dollár értékben négy évre szerződött a csapattal, valamint 66 ezer dolláros szerződéskötési bónuszt is kapott.
2014. augusztus 1-jén egy évre aláírt a New York Jetshez, de 23-án kirúgták. Ugyanezen évben az Ottawa Redblacks játékosa lett.

## Edzőként
2015-ben az Oregon State Beavers helyettese, 2018-ban pedig a BYU Cougars védőjáték-elemzője lett. 2019-től a Dixie State Trailblazers alkalmazta a defensive backek edzőjeként; 2021-től passzkoordinátor és a cornerbackek, 2022-től pedig a safetyk edzője volt.
2023-ban a Northern Colorado Bears játékkoordinátora, a running backek edzője és helyettes vezetőedzője, 2024-től pedig a speciális csapat edzője lett. Ugyanezen év márciusától a San Jose State Spartans munkatársa.

## Fordítás
- Ez a szócikk részben vagy egészben  a   Michael Smith (running back) című angol Wikipédia-szócikk ezen változatának fordításán alapul.  Az eredeti cikk szerkesztőit annak laptörténete sorolja fel. Ez a jelzés csupán a megfogalmazás eredetét és a szerzői jogokat jelzi, nem szolgál a cikkben szereplő információk forrásmegjelöléseként.